# Sauer (Rhein)
Die Sauer, französisch (Rivière de) la Sauer, im südpfälzischen Quellgebiet Grünbach, Sauerbach und Saarbach, ist ein gut 85 km langer linker Nebenfluss des Rheins in Deutschland (Rheinland-Pfalz) und Frankreich (Elsass).

## Name
Der Bach wurde im Jahr 695 als „supra fluuio Sura“ erstmals schriftlich erwähnt.
Der Name Sauer(bach) entstand im südpfälzisch-elsässischen Sprachraum, weil der Bach im Oberlauf leicht säuerlich schmeckendes Wasser führte, das aus den von den Quellbächen durchflossenen Hochmooren stammte.
Zur hochdeutschen Bezeichnung Saarbach für den deutschen Oberlauf kam es in der ersten Hälfte des 19. Jahrhunderts, als die Pfalz ab 1816 unter der Verwaltung des Königreichs Bayern neu kartographiert wurde. Dabei „übersetzten“ die bayerischen Beamten die vor Ort gehörte pfälzische Aussprache [ˈsɑːrˌbax] von Sauerbach in die Schriftsprache.

## Geographie

### Verlauf

Saarbach-Ursprung und -Oberlauf
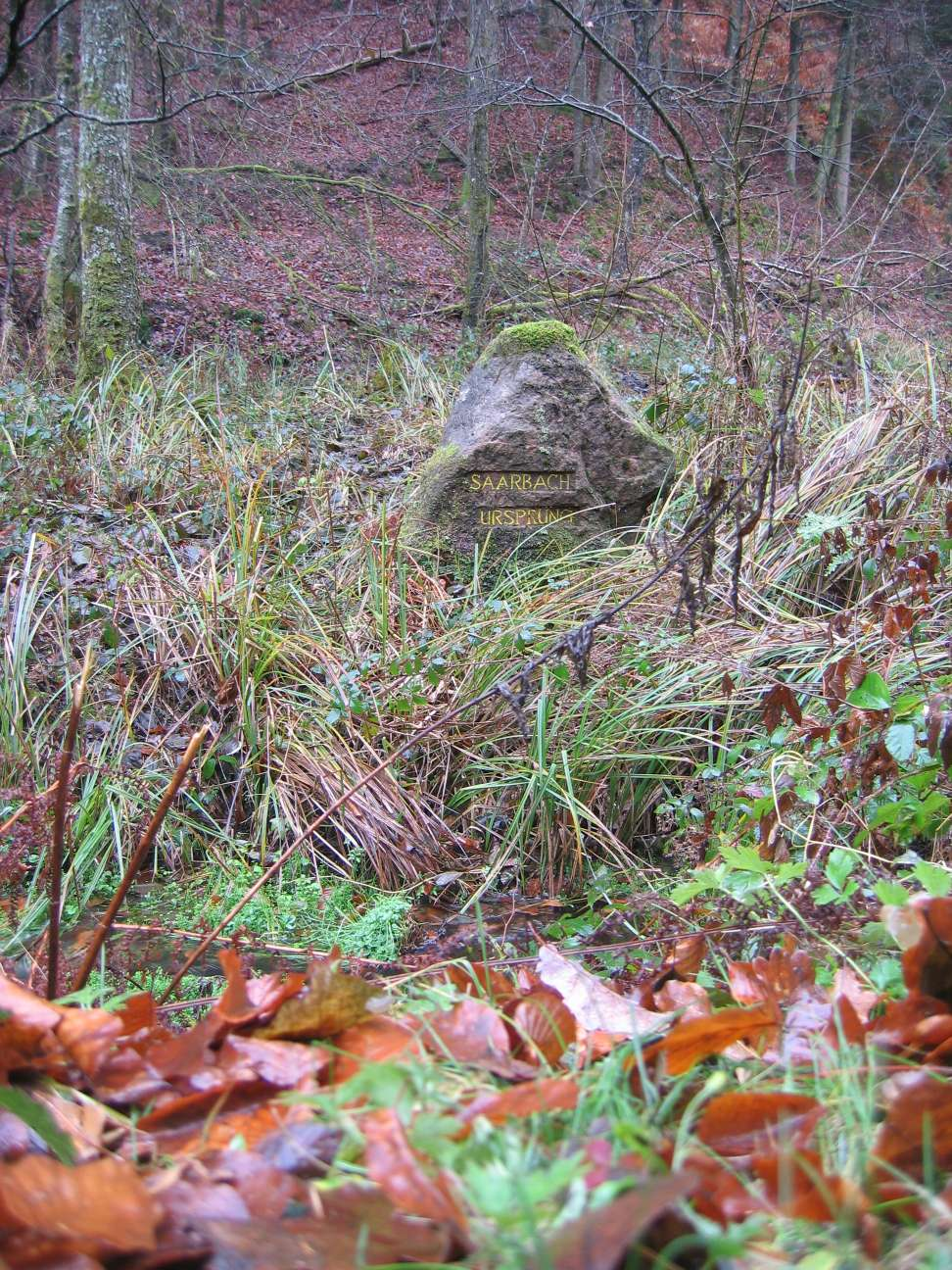
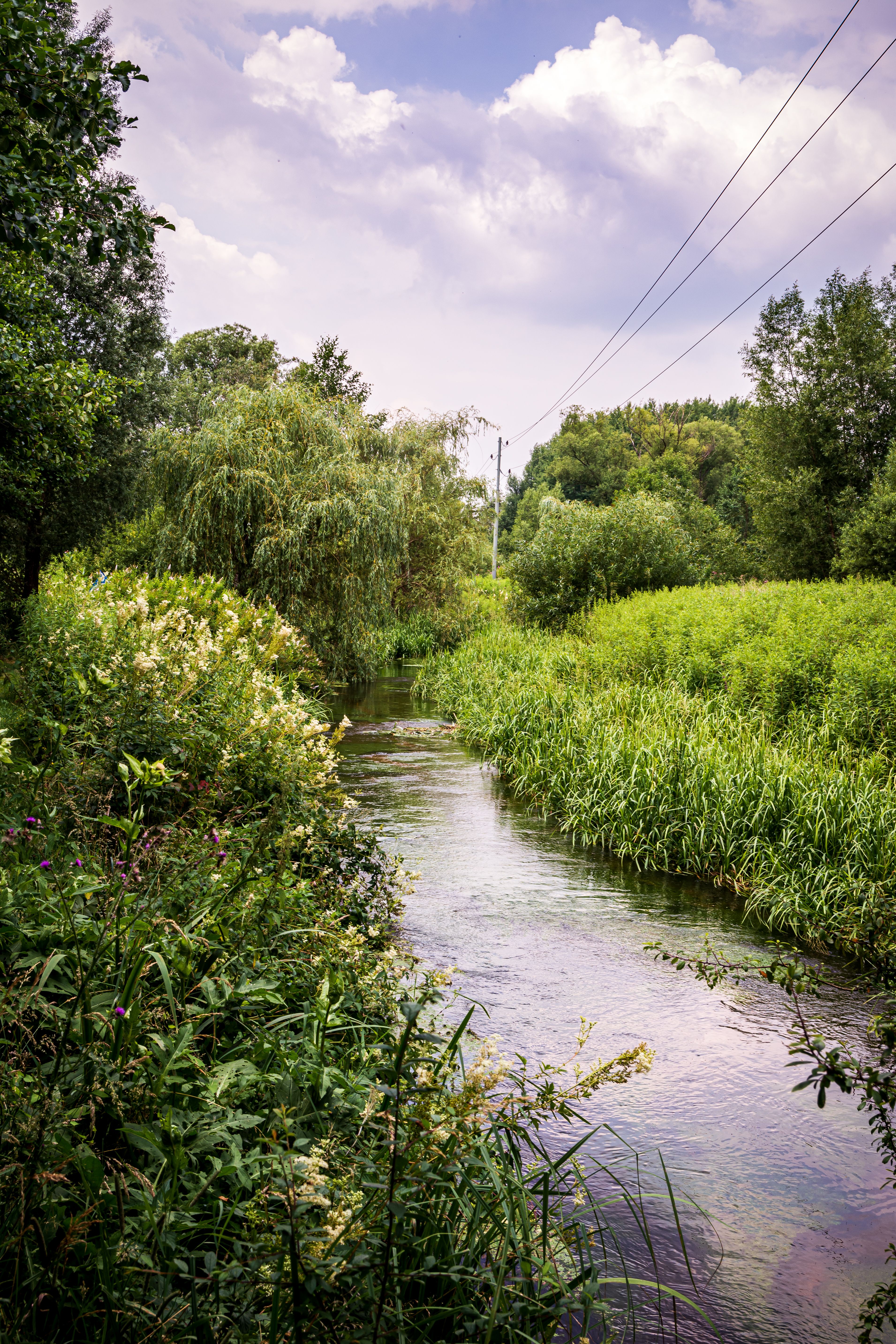
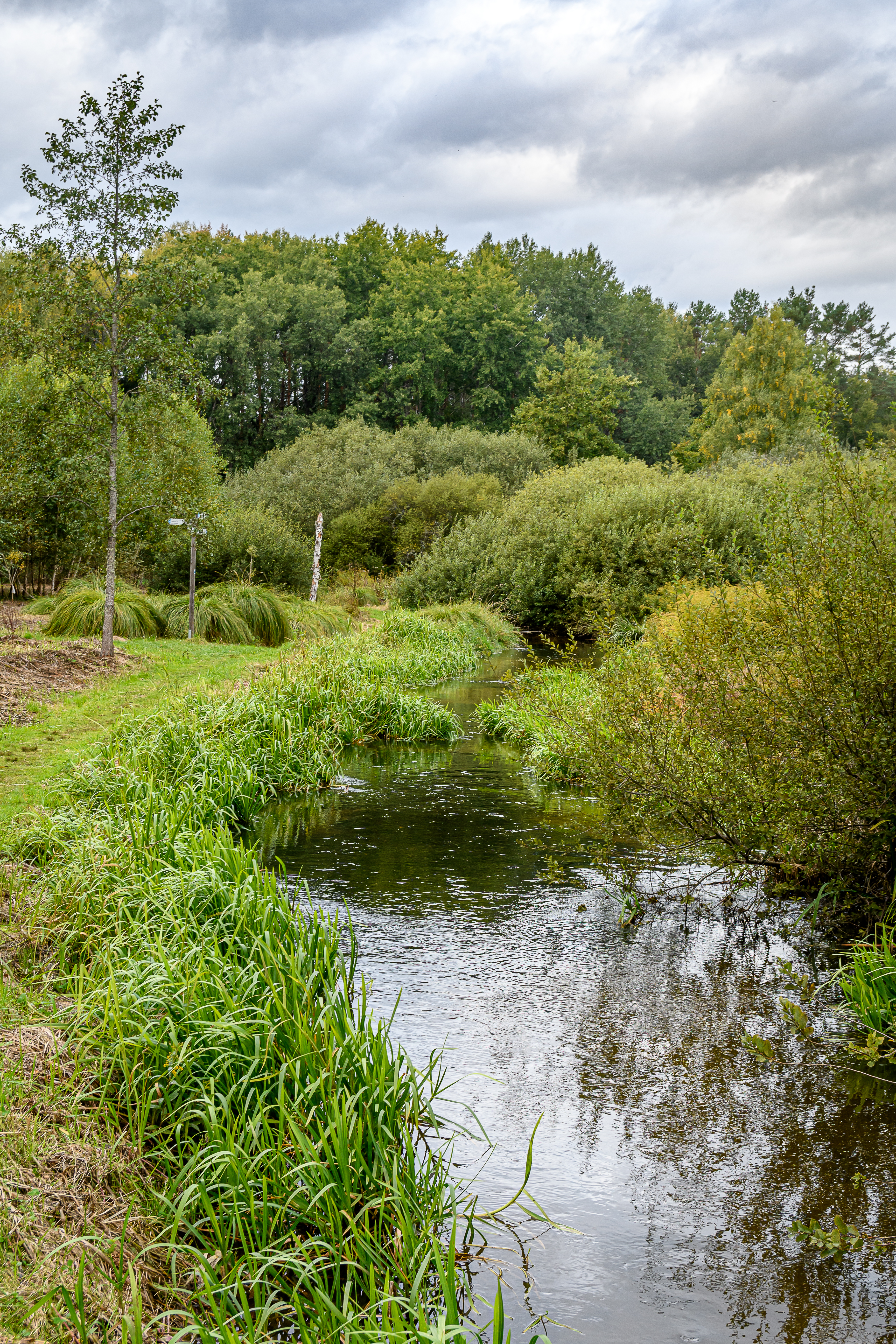
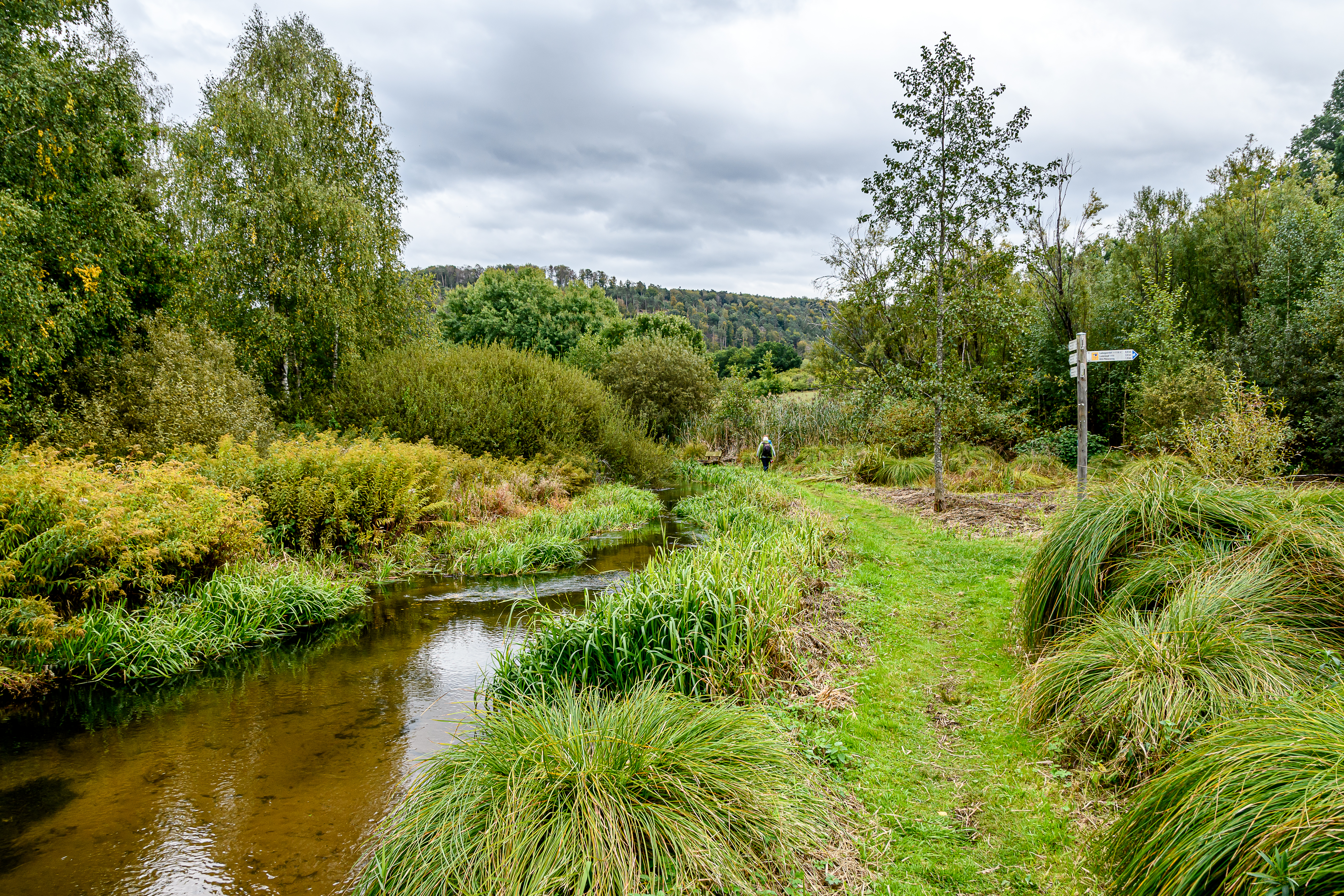

Die Sauer entspringt als Grünbach nördlich der Grenze zwischen Deutschland und Frankreich auf deutscher Seite im Westen des Wasgaus, der aus dem Südteil des Pfälzerwalds gebildet und dessen französischer Teil dort als Nordvogesen bezeichnet wird. Die Quelle liegt auf 363 m am Nordosthang des 473 m hohen Erlenkopfs oberhalb der zur Landesstraße 478 gehörenden Eselssteige. Die Stelle befindet sich zwischen den Ortsgemeinden Eppenbrunn und Ludwigswinkel und ist nur etwa 300 m von der deutsch-französischen Grenze im Süden entfernt. Unmittelbar westlich der Quelle verläuft die Wasserscheide zwischen Mosel und Oberrhein vom Erlenkopf im Süden zum Rothenberg (415 m) im Norden.
Der Grünbach, der 2 km weit von Südwest nach Nordost fließt, knickt an der Einmündung des Faulbachs nach rechts in südöstliche Richtung um und nimmt 2 km weiter von links den Steinigen Bach auf. Von hier an, wo auch der Ritterstein 198 Saarbach-Ursprung gesetzt ist (⊙), trägt das vereinigte Gewässer die Namen Sauerbach bzw. Saarbach. Im sogenannten Saarbachtal, das etwa 10 km weit südostwärts verläuft, begleitet den Bach die Landesstraße 478.
Der Bach passiert hier den Weiler Schöntal mit dem Schöntalweiher, den Weiler Saarbacherhammer mit dem Mühlweiher sowie die Ortsgemeinde Fischbach mit dem Biosphärenhaus. Einst war geplant, unterhalb dieser Gemeinde den Bach zum sogenannten Wasgausee anzustauen; das Vorhaben wurde 1987 aufgegeben. In diesem Bereich durchfließt der Saarbach das 1996 angelegte Naturschutzgebiet Königsbruch. 3 km weiter wendet er sich nach Süden und durchfließt, nun neben der Landesstraße 488, Schönau, wo er zum Königsweiher gestaut ist, sowie Hirschthal.
Am Ortsende von Hirschthal überquert das Gewässer die deutsch-französische Grenze und tritt in das Gebiet der in Frankreich so genannten Nordvogesen ein, wobei die Straßenbezeichnung zur französischen D925 wechselt, und wird nun zunächst noch Sauerbach, bald aber Sauer genannt. Anfangs weiter in südlicher Richtung fließt die Sauer durch den elsässischen Regionalpark Vosges du Nord mit dem Étang du Fleckenstein (Fleckensteiner Weiher) und den Ortschaften Lembach und Wœrth. In einem Linksbogen nach Südosten erreicht sie die Oberrheinische Tiefebene, wo sie auf einer Strecke von 20 km den Forêt de Haguenau durchfließt. Hinter Forstfeld unterquert sie die Autoroute A 35 und wendet sich danach, etliche Mäander bildend, in Richtung Nordosten. Sie passiert Kesseldorf und Beinheim und nimmt bei Seltz von links den Seltzbach auf.
Etwa 1 km nordöstlich geht sie in einem westlichen Altrheinarm auf, der seit der Abtrennung seines Zulaufs vom Oberrhein als Teil der Sauer angesehen wird und nach 2 km bei Munchhausen auf 106 m Höhe von links in den Oberrhein mündet. 500 m stromabwärts liegt auf der deutschen Rheinseite die Mündung der aus dem Nordschwarzwald kommenden Murg.
Der gut 85 km lange Lauf der Sauer endet ungefähr 257 Höhenmeter unterhalb ihrer Quelle, das Gewässer hat somit ein mittleres Sohlgefälle von etwa 3 ‰.

### Zuflüsse
| Name                                  | GKZ      | Länge [km] | Mündungs- höhe | Zufluss- richtung | Mündung (Koordinaten ♁⊙)                 | Bemerkung                                        |
| Faulbach                              | 23581120 | 0,9        | 266            | links             | westlich vom Welschkornberg (⊙)          |                                                  |
| Steiniger Bach                        | 23581140 | 1,8        | 257            | links             | südöstlich vom Welschkornberg (⊙)        |                                                  |
| Bach vom Reißlerhof                   | 23581160 | 0,8        | 233            | rechts            | nordwestlich von Ludwigswinkel (⊙)       | mündet in den Schöntalweiher                     |
| Großer Horbach                        | 23581192 | 1,8        | 233            | links             | nördlich von Ludwigswinkel (⊙)           | mündet in den Schöntalweiher                     |
| Rösselsbach                           | 23581200 | 3,1        | 226            | rechts            | östlich von Ludwigswinkel (⊙)            |                                                  |
| Dielbach                              | 23581400 | 5,6        | 225            | links             | nordöstlich von Ludwigswinkel (⊙)        | mündet in den Mühlweiher                         |
| Fischbach                             | 23581600 | 6,4        | 225            | links             | in Fischbach bei Dahn (⊙)                |                                                  |
| Petersbächel                          | 23581720 | 2,6        | 217            | rechts            | südlich von Fischbach bei Dahn (⊙)       |                                                  |
| Brunnengraben                         |          | 0,3        | 214            | links             | östlich von Fischbach bei Dahn (⊙)       | mündet direkt neben dem Spießbach                |
| Spießbach                             | 23581800 | 3,5        | 214            | links             | östlich von Fischbach bei Dahn (⊙)       |                                                  |
| Sumpflochgraben                       |          | 0,5        | 214            | links             | südöstlich von Fischbach bei Dahn (⊙)    |                                                  |
| Waldgraben                            |          | 0,6        | 214            | rechts            | südöstlich von Fischbach bei Dahn (⊙)    | mündet in den rechten Nebenarm Königsbruchgraben |
| Heilsbach                             |          | 1,0        | 213            | rechts            | südöstlich von Fischbach bei Dahn (⊙)    | mündet in den rechten Nebenarm Königsbruchgraben |
| Rumbach                               | 23581912 | 1,8        | 214            | links             | südöstlich von Fischbach bei Dahn (⊙)    | mündet in einen linken Nebenarm                  |
| Schwobbach                            |          | 1,5        | 212            | links             | nördlich von Schönau (⊙)                 |                                                  |
| Wengelsbach                           | 23581920 | 3,0        | 211            | rechts            | in Schönau (⊙)                           |                                                  |
| Hichtenbach                           | 23581940 | 2,3        | 205            | rechts            | nördlich von Hirschthal (⊙)              |                                                  |
| Dentelbach (auch Deutelbach)          | A3600410 | 3,1        | 201            | links             | südöstlich des Étang du Fleckenstein (⊙) |                                                  |
| Steinbach                             | A3600520 | 9,0        | 201            | rechts            | südlich des Étang du Fleckenstein (⊙)    |                                                  |
| Heimbach                              | A3600870 | 7,9        | 180            | links             | in Lembach (⊙)                           |                                                  |
| Schmelzbach                           | A3610340 | 8,0        | 179            | links             | südlich von Lembach (⊙)                  |                                                  |
| Markbach                              | A3610430 | 4,3        | 179            | rechts            | südlich von Lembach (⊙)                  |                                                  |
| Verlorenerbach                        | A3610530 | 2,7        | 179            | links             | südlich von Lembach (⊙)                  |                                                  |
| Trautbach                             | A3610680 | 7,1        | 176            | rechts            | nördlich von Gœrsdorf (⊙)                |                                                  |
| Sauermattgraben                       | A3610830 | 1,7        | 170            | links             | südlich von Gœrsdorf (⊙)                 |                                                  |
| Soultzbach                            | A3610860 | 10,1       | 170            | rechts            | bei Wœrth (⊙)                            |                                                  |
| Erdbachgraben                         | A3610840 | 1,0        | 170            | links             | bei Wœrth (⊙)                            |                                                  |
| Regersgraben                          | A3620350 | 1,5        | 165            | rechts            | westlich von Oberdorf-Spachbach (⊙)      |                                                  |
| Altbach                               | A3620490 |            | 153            | links             | nördlich von Biblisheim (⊙)              |                                                  |
| Stœckgraben                           | A3620590 |            | 150            | links             | südlich von Surbourg (⊙)                 |                                                  |
| Bachgraben                            | A3630440 |            | 139            | links             | südlich von Betschdorf (⊙)               |                                                  |
| Halbmuhlbach (im Oberlauf Bieberbach) | A3640302 | 22,6       | 130            | rechts            | südöstlich von Niederbetschdorf (⊙)      |                                                  |
| Eberbach                              | A36-0210 | 43,8       | 115            | rechts            | südöstlich von Forstfeld (⊙)             |                                                  |
| Rennelgraben                          | A3690302 | 2,5        | 114            | rechts            | nördlich von Roppenheim (⊙)              |                                                  |
| Meergraben (auch Mirgraben)           | A3690410 | 5,3        | 114            | links             | südlich von Kesseldorf (⊙)               |                                                  |
| Stadenrhein                           | A3690660 | 3,6        | 111            | rechts            | südlich von Seltz (⊙)                    |                                                  |
| Kleinrhein                            | A3690760 | 1,0        | 111            | rechts            | südlich von Seltz (⊙)                    |                                                  |
| Seltzbach                             | A37-0200 | 33,1       | 110            | links             | bei Seltz (⊙)                            |                                                  |
| Fahrgiessen                           | A3740860 | 1,5        | 110            | rechts            | östlich von Seltz (⊙)                    |                                                  |

## Hydrologie
An der Mündung der Sauer in den Rhein beträgt die mittlere Abflussmenge (MQ) 6,07 m³/s; das Einzugsgebiet umfasst hier 805,5 km².
Am Pegel Beinheim wurde über einen Zeitraum von 44 Jahren von 1967 bis 2010 die durchschnittliche jährliche Abflussmenge der Sauer berechnet. Das Einzugsgebiet entspricht an dieser Stelle mit 541 km² etwa 67 % des vollständigen Einzugsgebiets des Flusses.
Die höchsten Wasserstände werden in den Monaten Januar bis März gemessen. Ihren Höchststand erreicht die Abflussmenge mit 6,14 m³/s im Februar. Von April an geht die Schüttung leicht zurück und sinkt im September mit 1,71 m³/s auf den niedrigsten Stand, um danach wieder von Monat zu Monat anzusteigen. Der Jahresdurchschnitt beträgt 3,72 m³/s.
| Monatlicher mittlerer Abfluss in m³/s: Sauer bei Beinheim Daten aus den Werten der Jahre 1967–2010 berechnet         |
| --- |
| 7,264,83,62,41,203,725,64Jan.6,14Feb.5,93März4,87Apr.4,03Mai2,81Juni2,09Juli1,73Aug.1,71Sep.2,16Okt.3,06Nov.4,58Dez. |
| Durchgehende Linie: Mittlerer Jahresabfluss (MQ) 3,72 m³/s                                                           |
| |
| Quelle: La Sauer à Beinheim – hydro.eaufrance.fr                                                                     |

## Natur
Am Oberlauf der Sauer beidseits der deutsch-französischen Grenze sowie im Forêt de Haguenau und im Mündungsbereich gibt es große Gebiete, die wie das Naturschutzgebiet Am Saarbacher Mühlweiher weitgehend naturbelassen sind und teilweise sogar urwaldähnlichen Charakter haben.
Der Mündungsbereich der Sauer (Delta de la Sauer) in den Rhein ist ein großflächiges Naturschutzgebiet und stellt eines der sechs französischen Rheinauenreservate dar.
Der im Delta de la Sauer gelegene Bois de Munchhausen ist eine der letzten intakten Weichholzauen in Mitteleuropa. Die Silberweidenbestände sind im Jahresmittel vier bis sechs Monate von Wasser bedeckt, was für Mitteleuropa relativ ungewöhnlich ist. In den Randbereichen des Bois de Munchhausen und auf höheren Kiesbänken entwickelt sich die Hartholzaue. Das Mosaik von großflächiger Weichholzaue und randlicher Hartholzaue zeichnet die Reserve naturelle du delta de la Sauer aus.

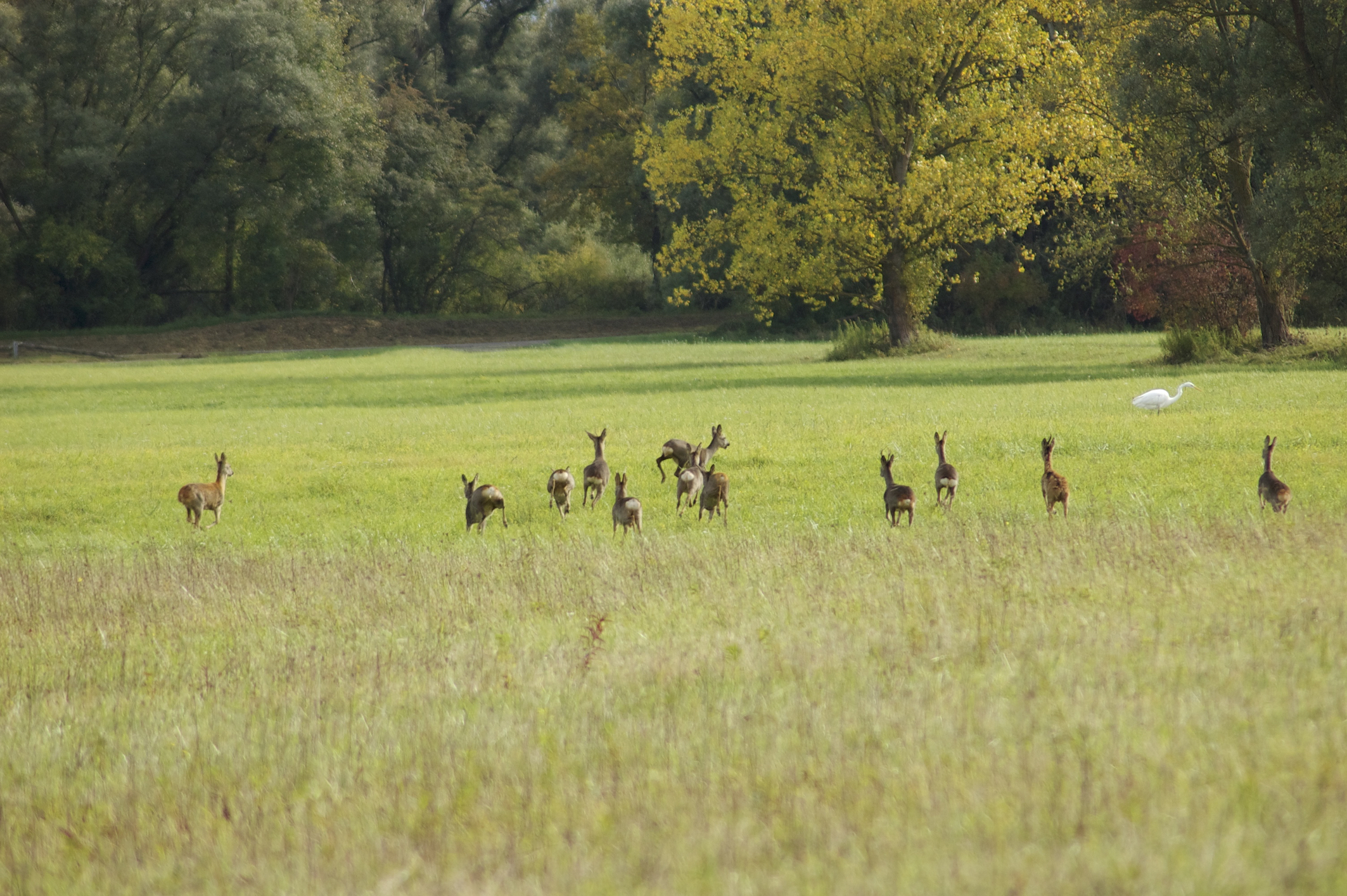
Rehe in der Aue des Flusses
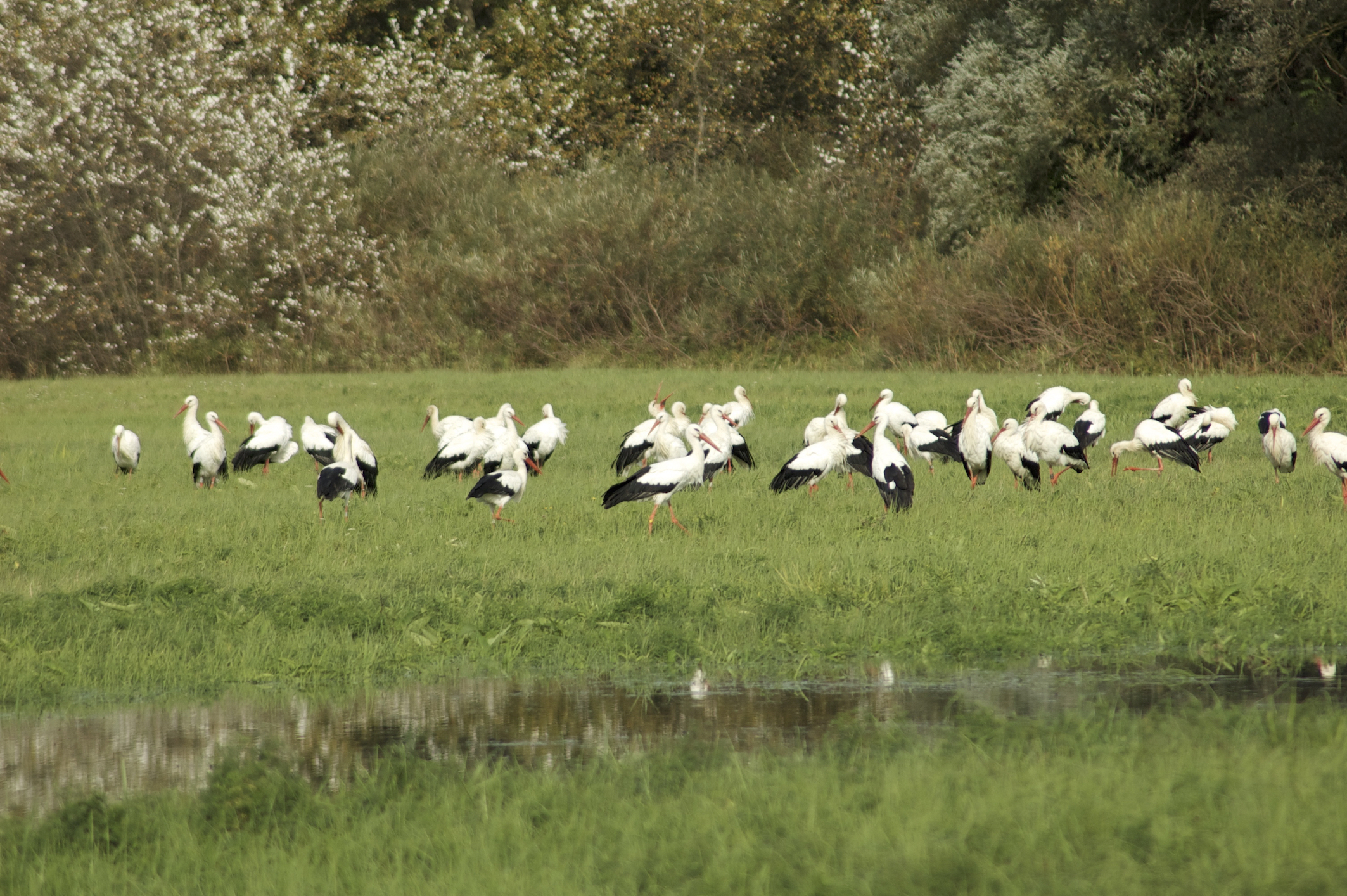
Störche auf den Sauerwiesen
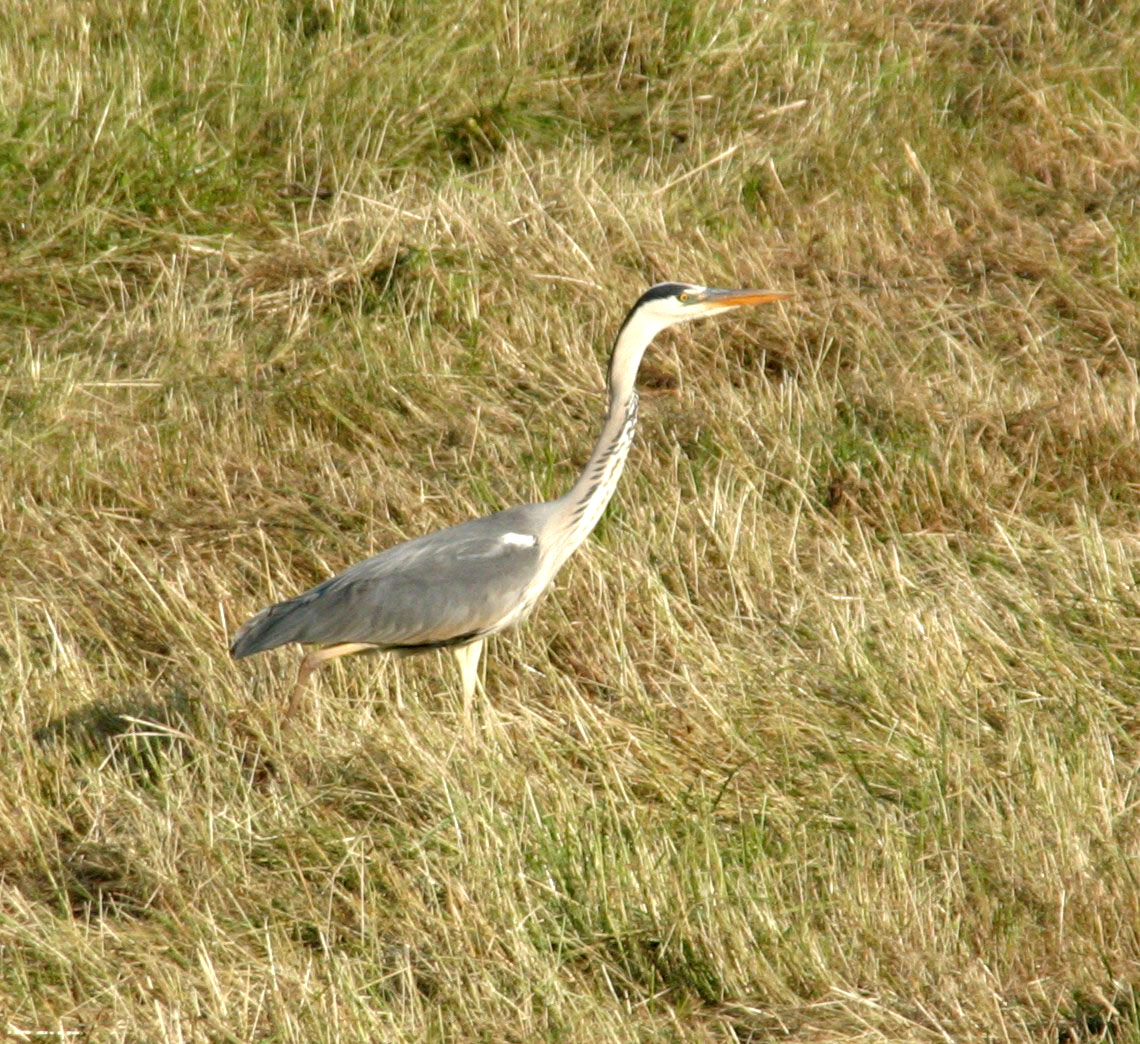
Graureiher am Ufer
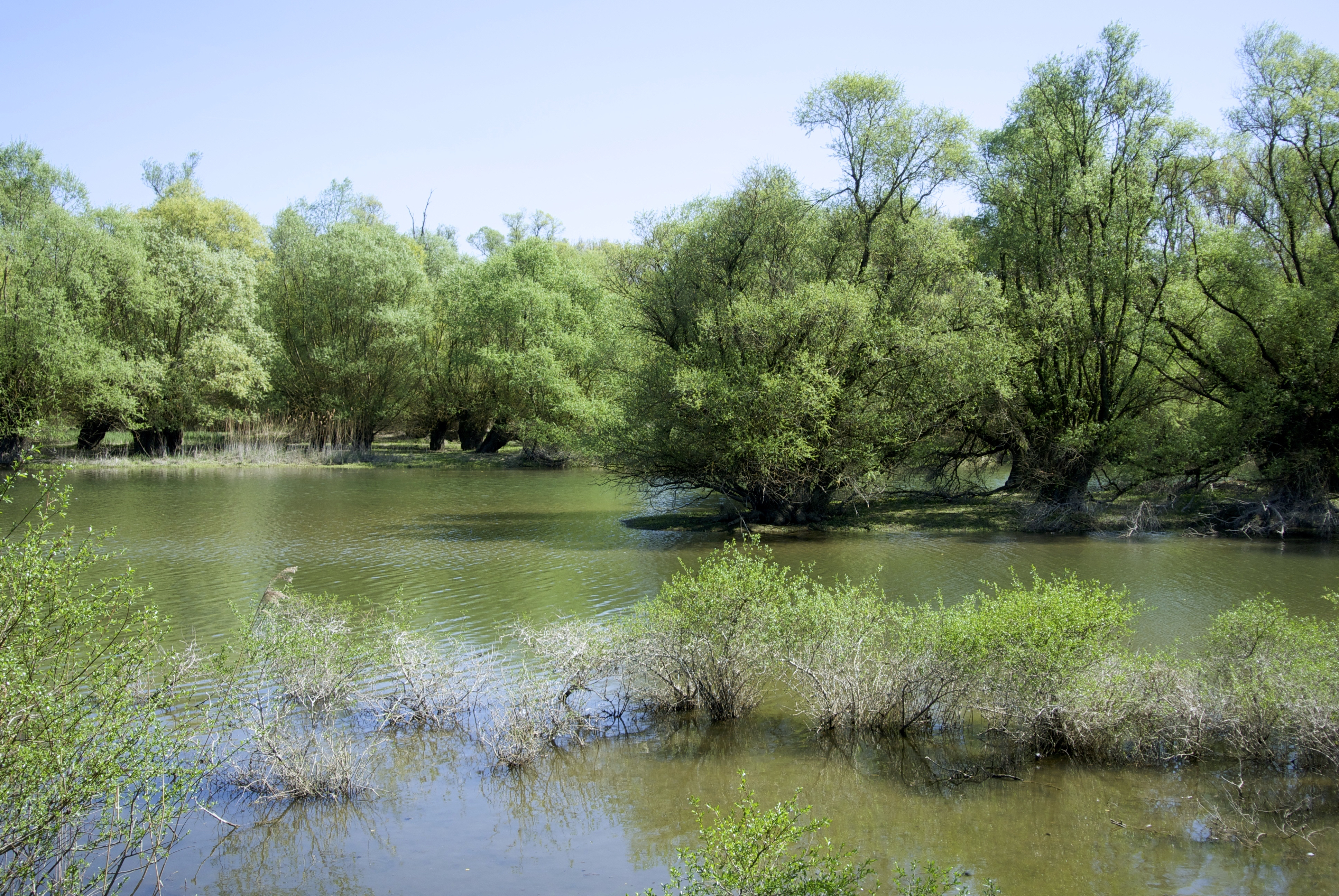
Teilweise überflutete Silberweiden
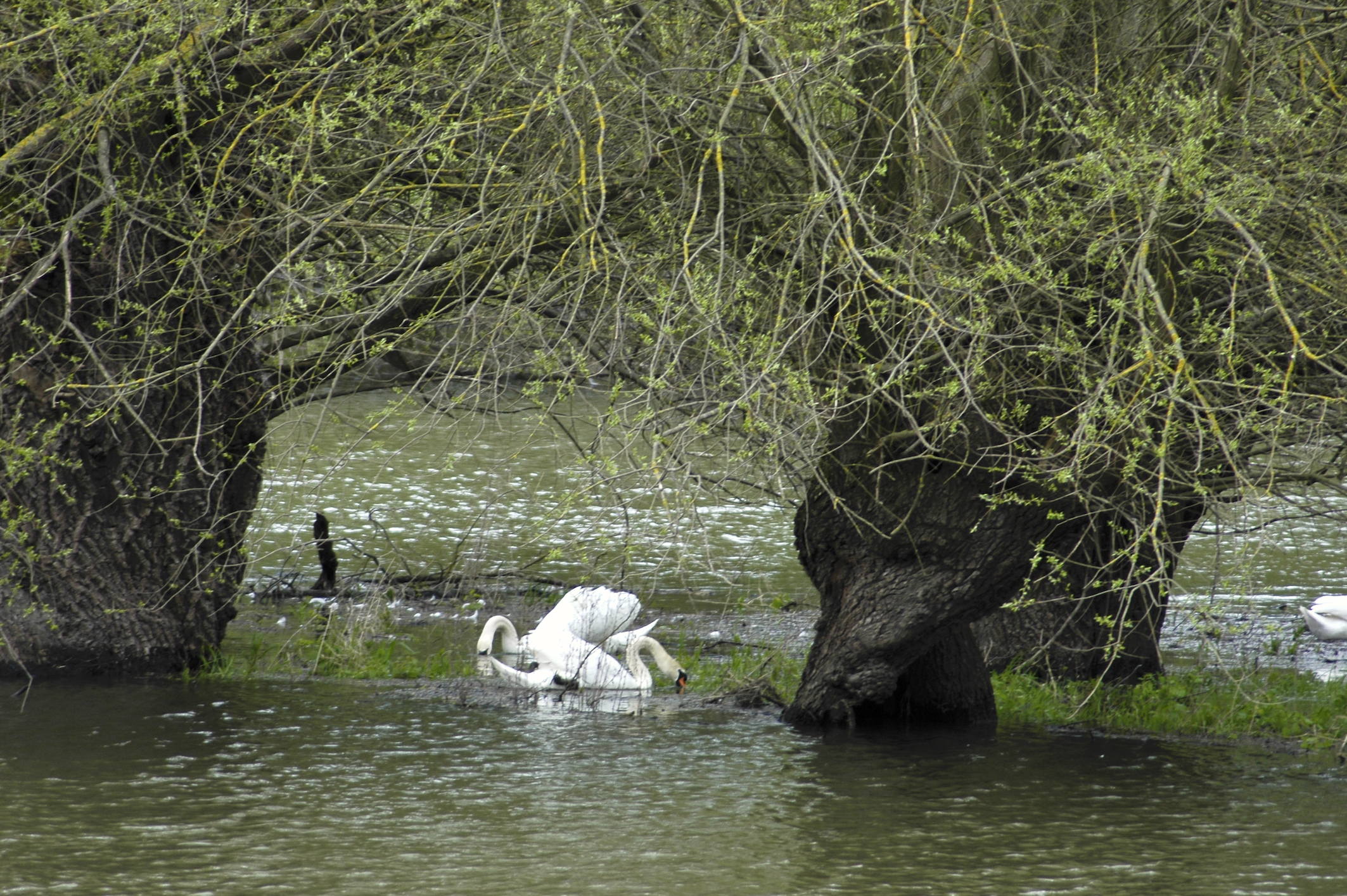
Höckerschwäne in der Weichholzaue
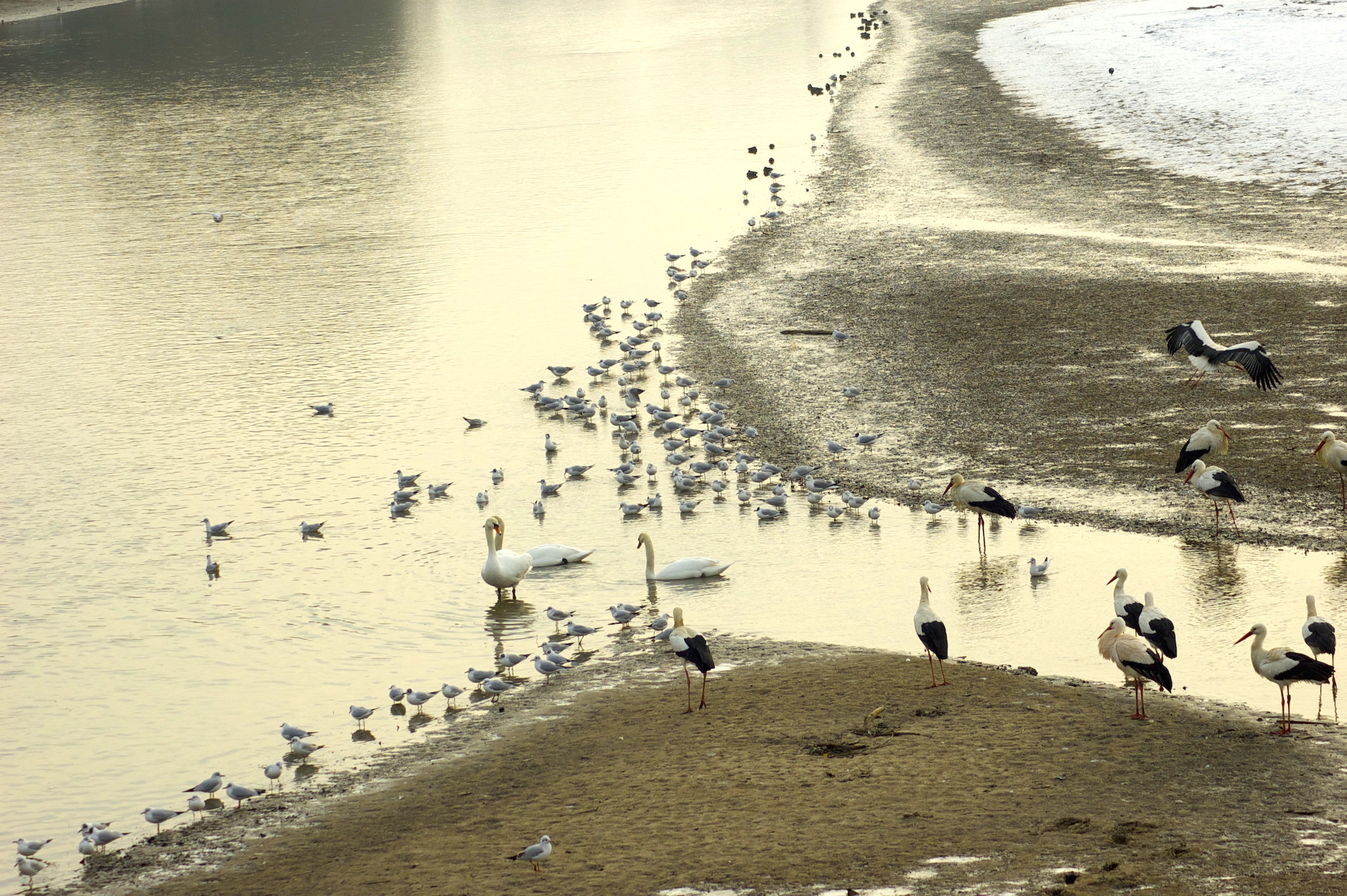
Wasservögel im Delta

## Nutzung
Das Wasser des Saarbachs und der Sauer war früher an passenden Stellen zu Woogen gestaut, damit Mühlen zur Verarbeitung von Getreide, Holz oder Metall betrieben werden konnten. Die alten Stauweiher werden heute meist als Naturschwimmbäder und Badeseen genutzt.

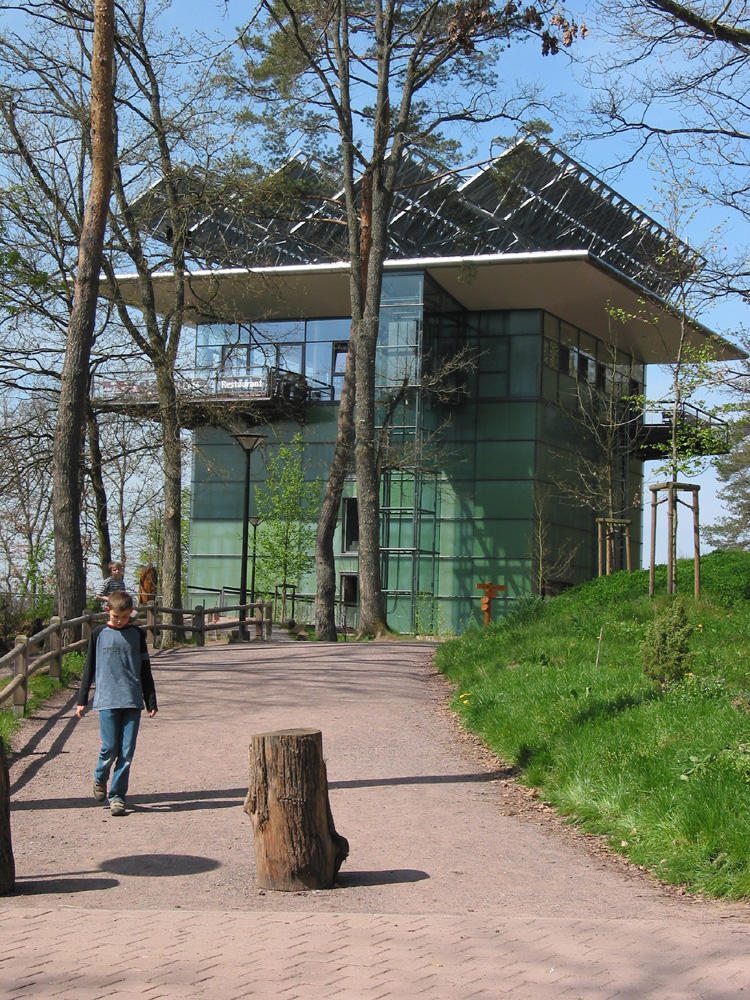
Biosphärenhaus in Fischbach (Pfalz)
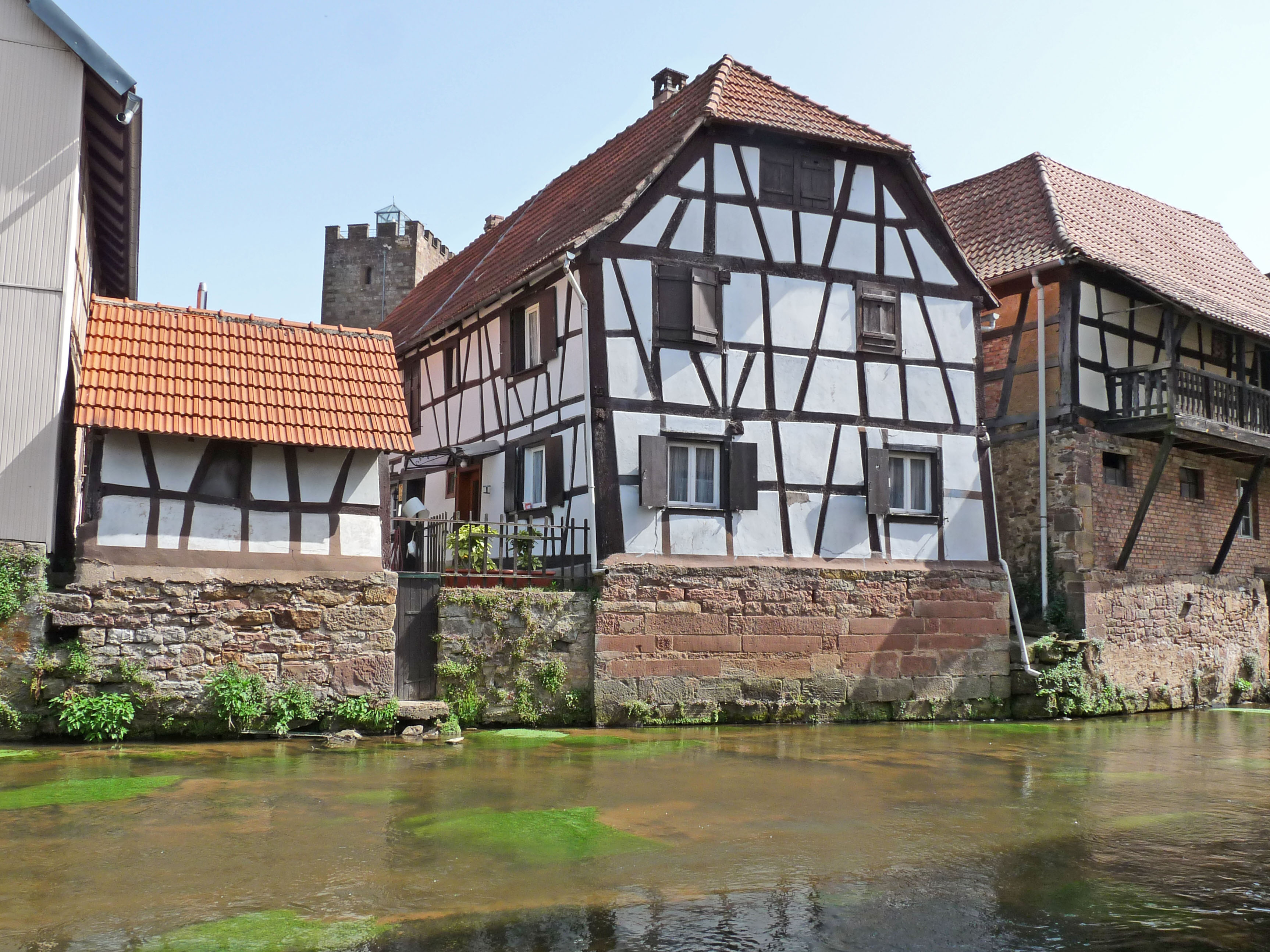
Sauer in Wœrth (Elsass)
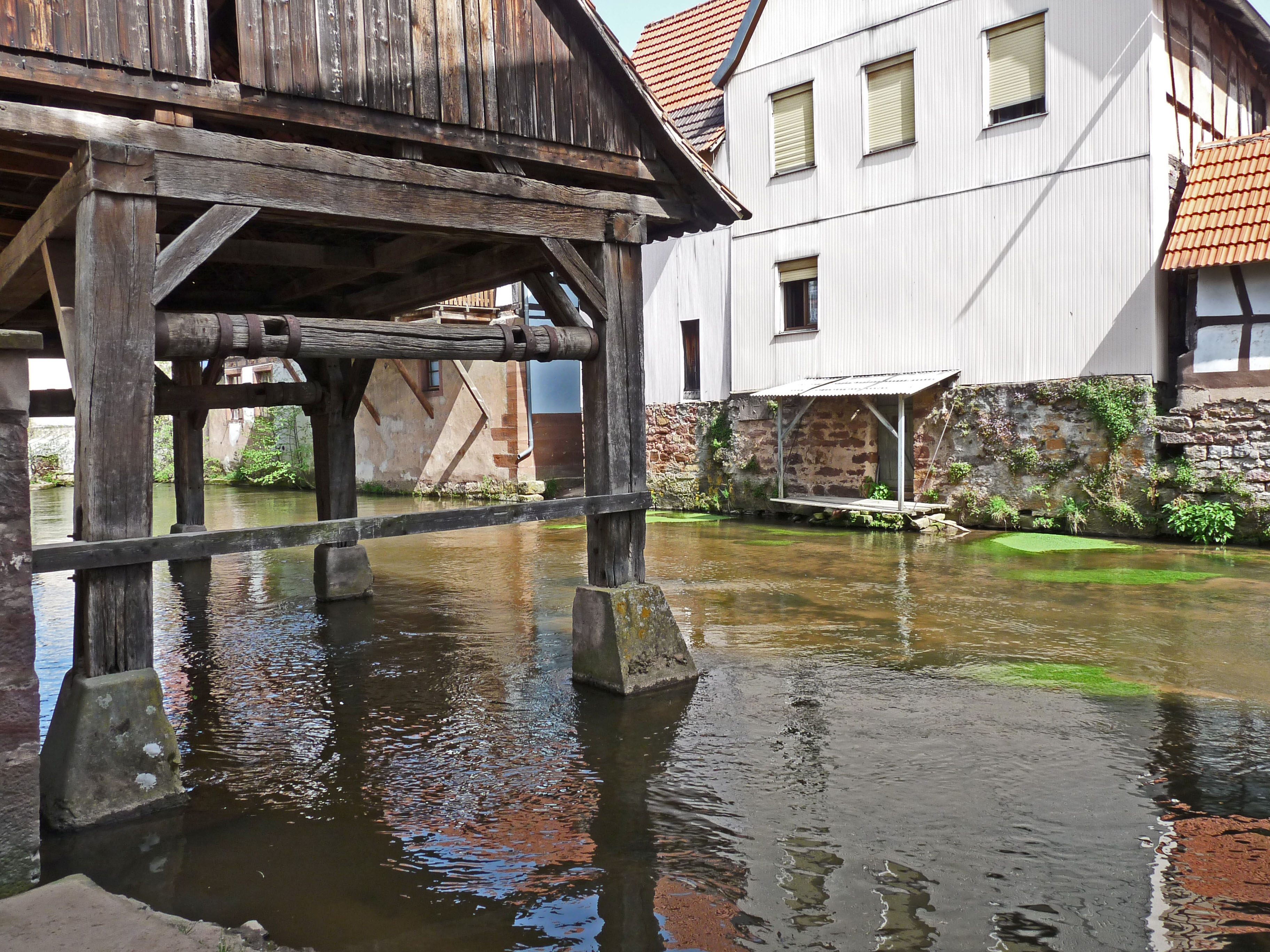
Staubecken in Wœrth (Elsass)
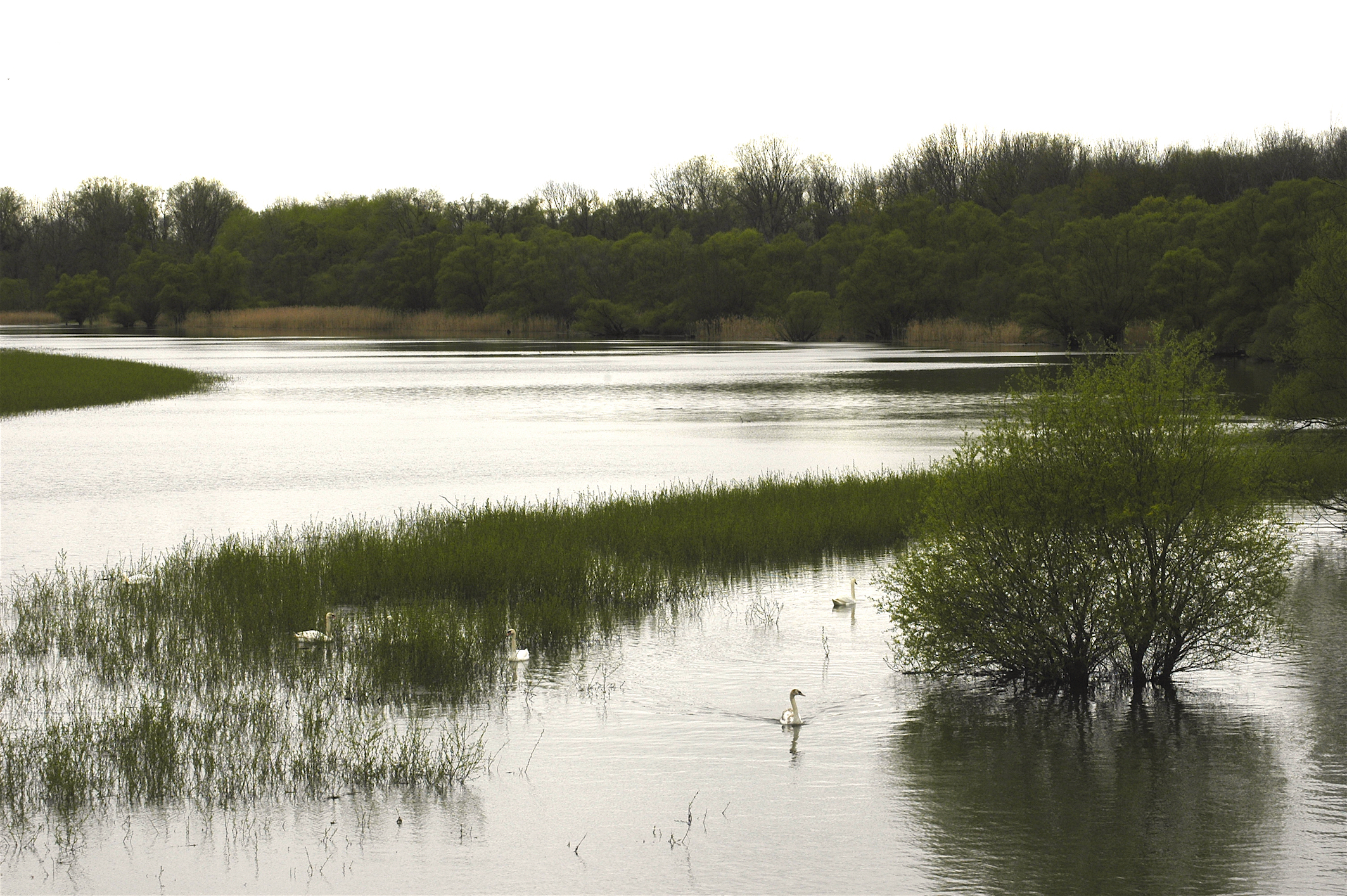
Hochwasser im Sauer-Delta
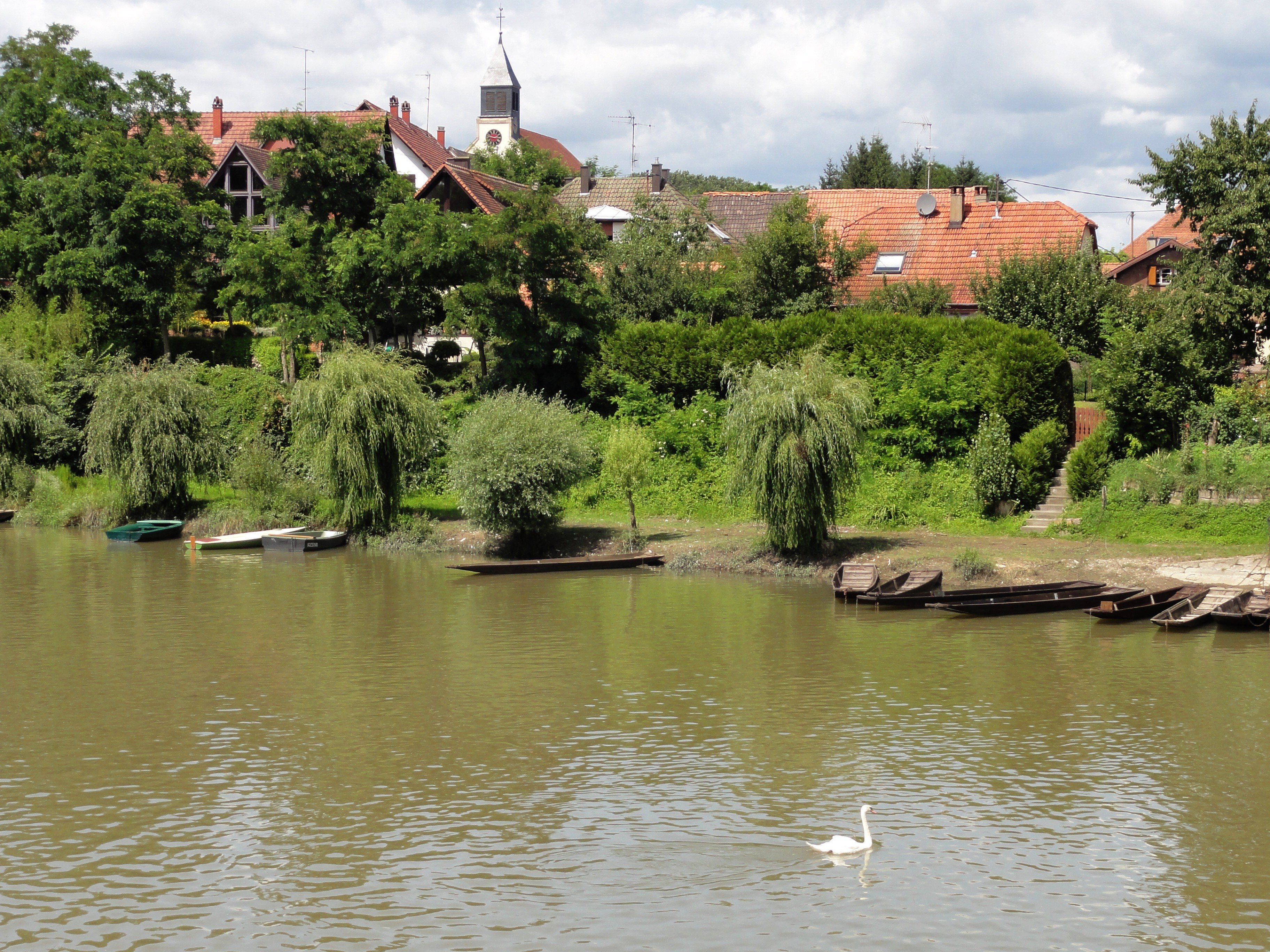
Munchhausen nahe der Sauermündung